# Comté de Howard (Arkansas)
Pour les articles homonymes, voir Howard et Comté de Howard.
Le comté de Howard est un comté de l'État de l'Arkansas aux États-Unis. Son siège est Nashville. C'est un dry county.

## Démographie
Au recensement de 2010, il comptait 13 789 habitants. 
| 1880  | 1890   | 1900   | 1910   | 1920   | 1930   | 1940   | 1950   |
| ----- | ------ | ------ | ------ | ------ | ------ | ------ | ------ |
| 9 917 | 13 789 | 14 076 | 16 898 | 18 565 | 17 489 | 16 621 | 13 342 |

| 1960   | 1970   | 1980   | 1990   | 2000   | 2010   | - | - |
| ------ | ------ | ------ | ------ | ------ | ------ | - | - |
| 10 878 | 11 412 | 13 459 | 13 569 | 14 300 | 13 789 | - | - |